# کاپیتول ایالت نبراسکا
نام رسمیNebraska State Capitolتاریخ ثبتOctober 16, 1970شماره ثبت70000372

تاریخ ثبتJanuary 7, 1976

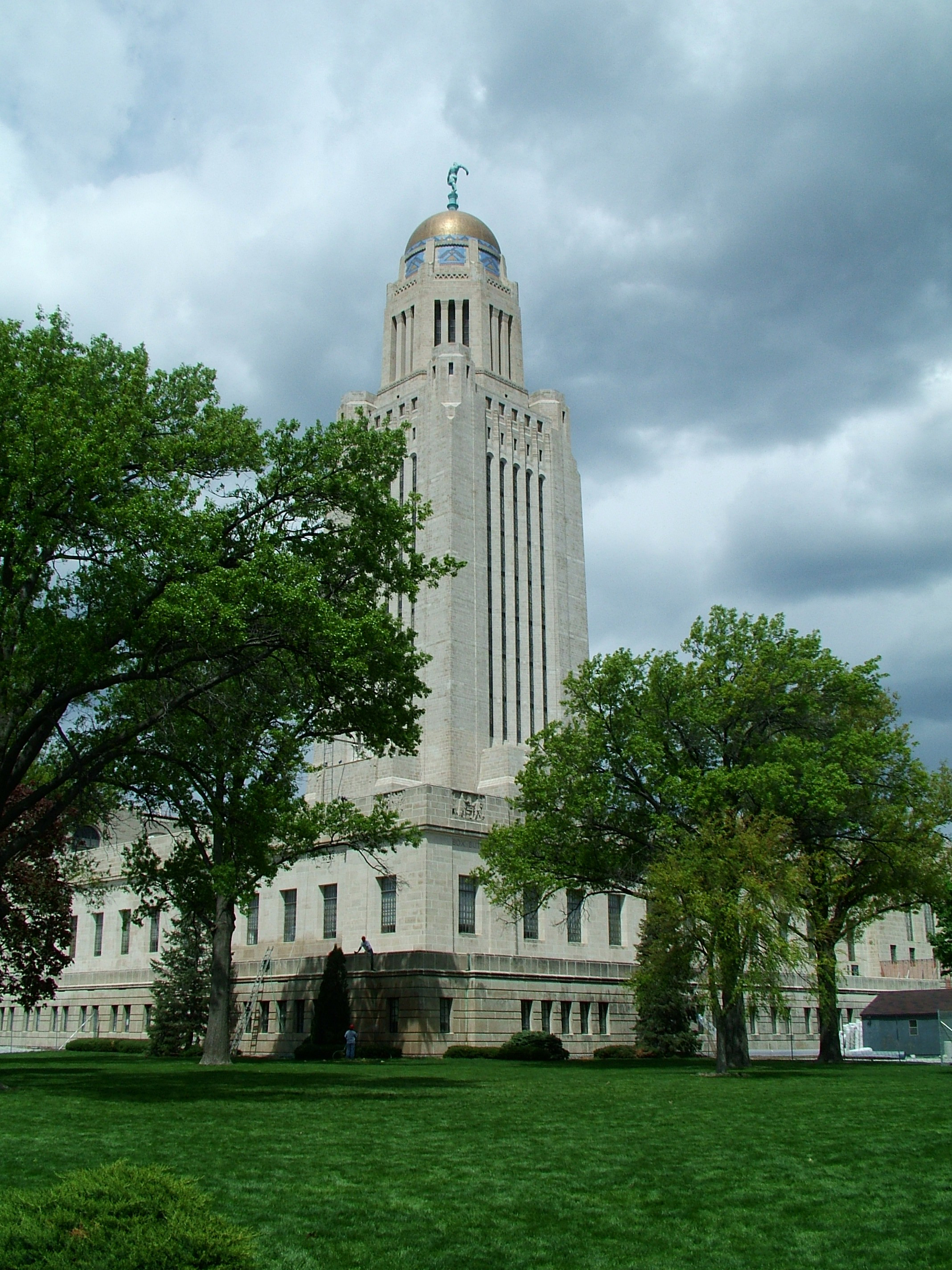

کاپیتول ایالت نبراسکا (به انگلیسی: Nebraska State Capitol) بنایی است که شاخه مقننه دولت ایالت نبراسکا در آن قرار دارد. معمار بنا Bertram Grovenor Goodhue است.
بنای کنونی در سال ۱۹۲۲ ساخته گردید و در اوماها قرار دارد.
این بنا خانه مجلس نمایندگان ایالت است.

## نگارخانه

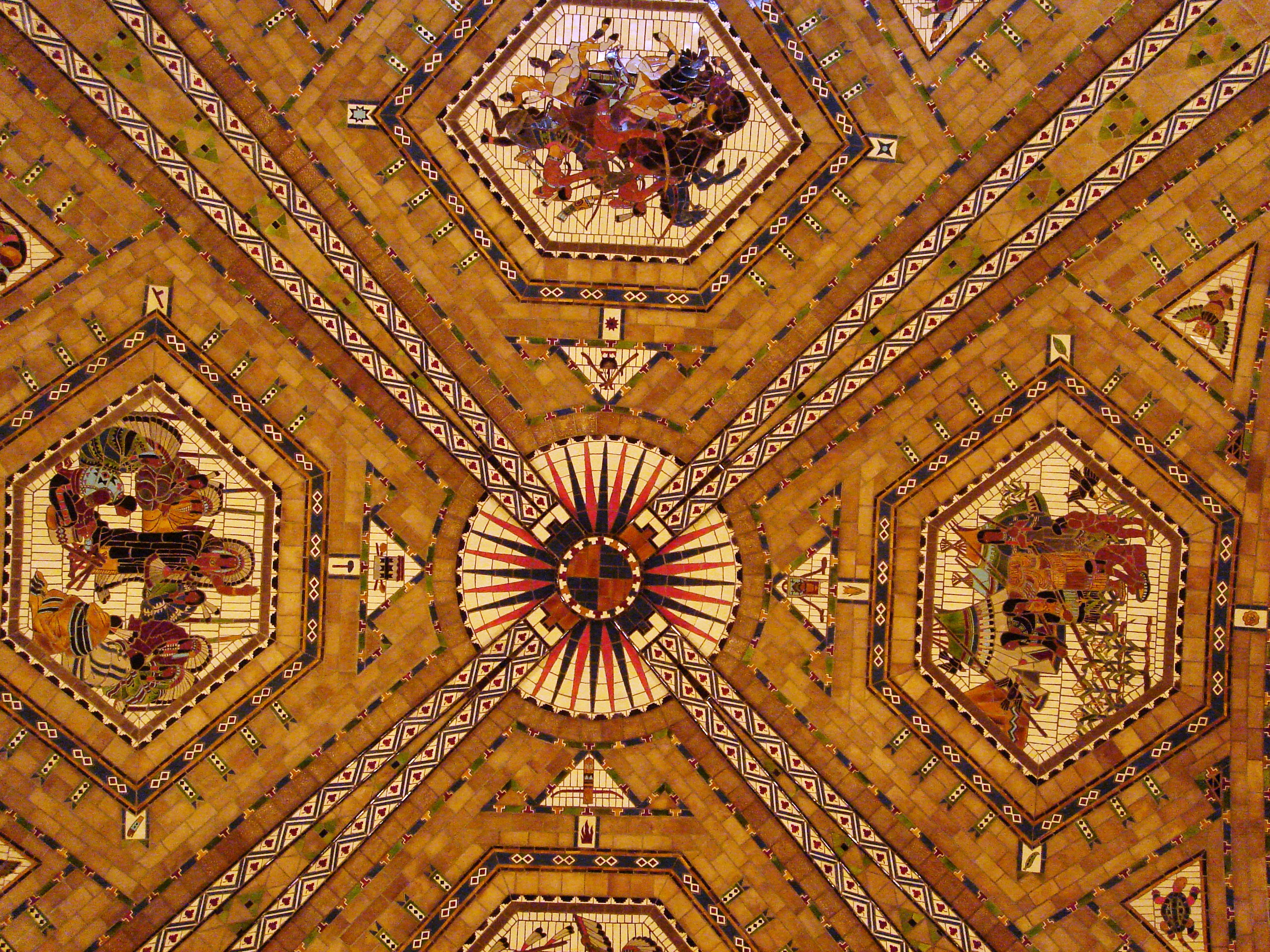
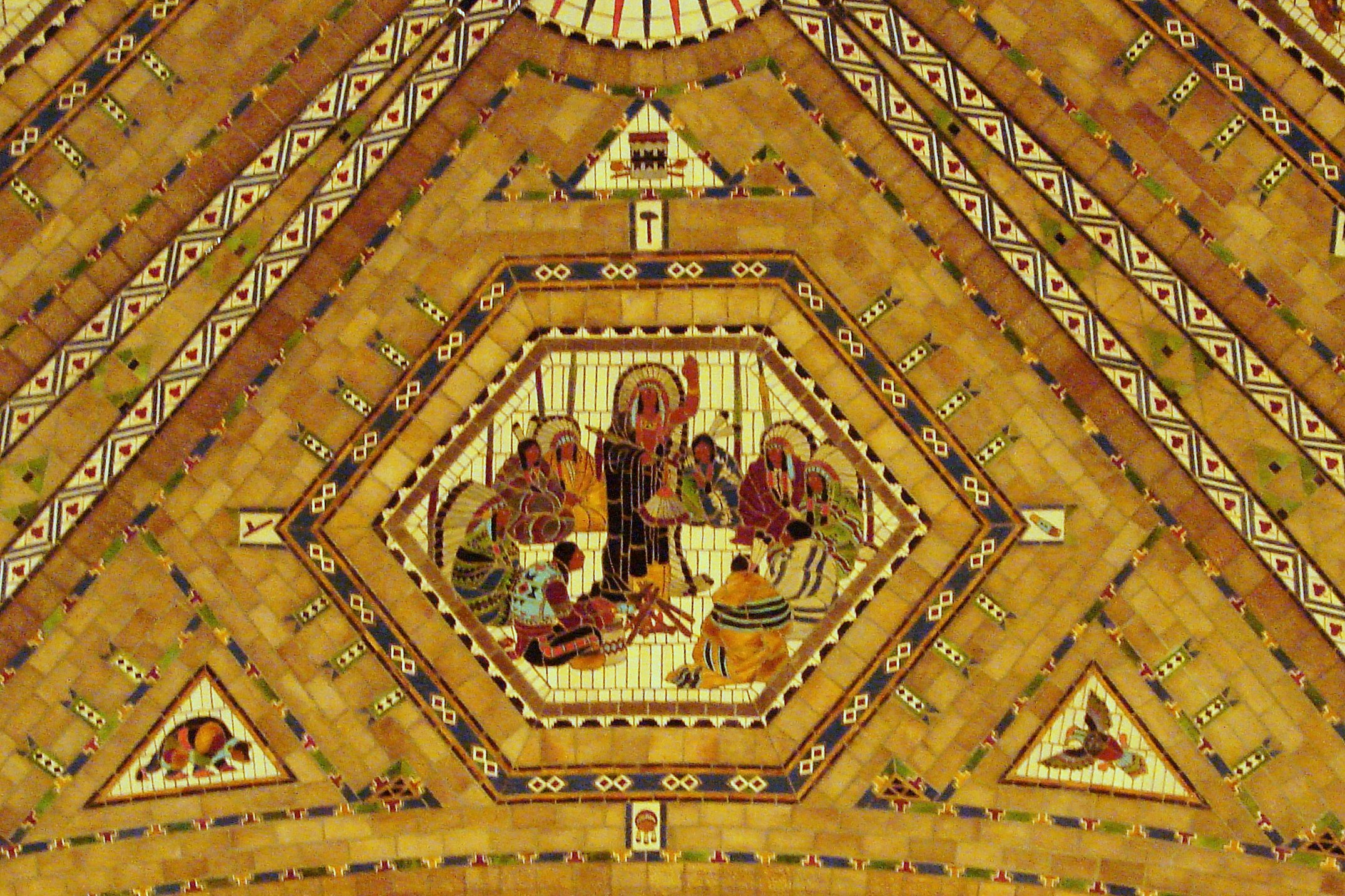
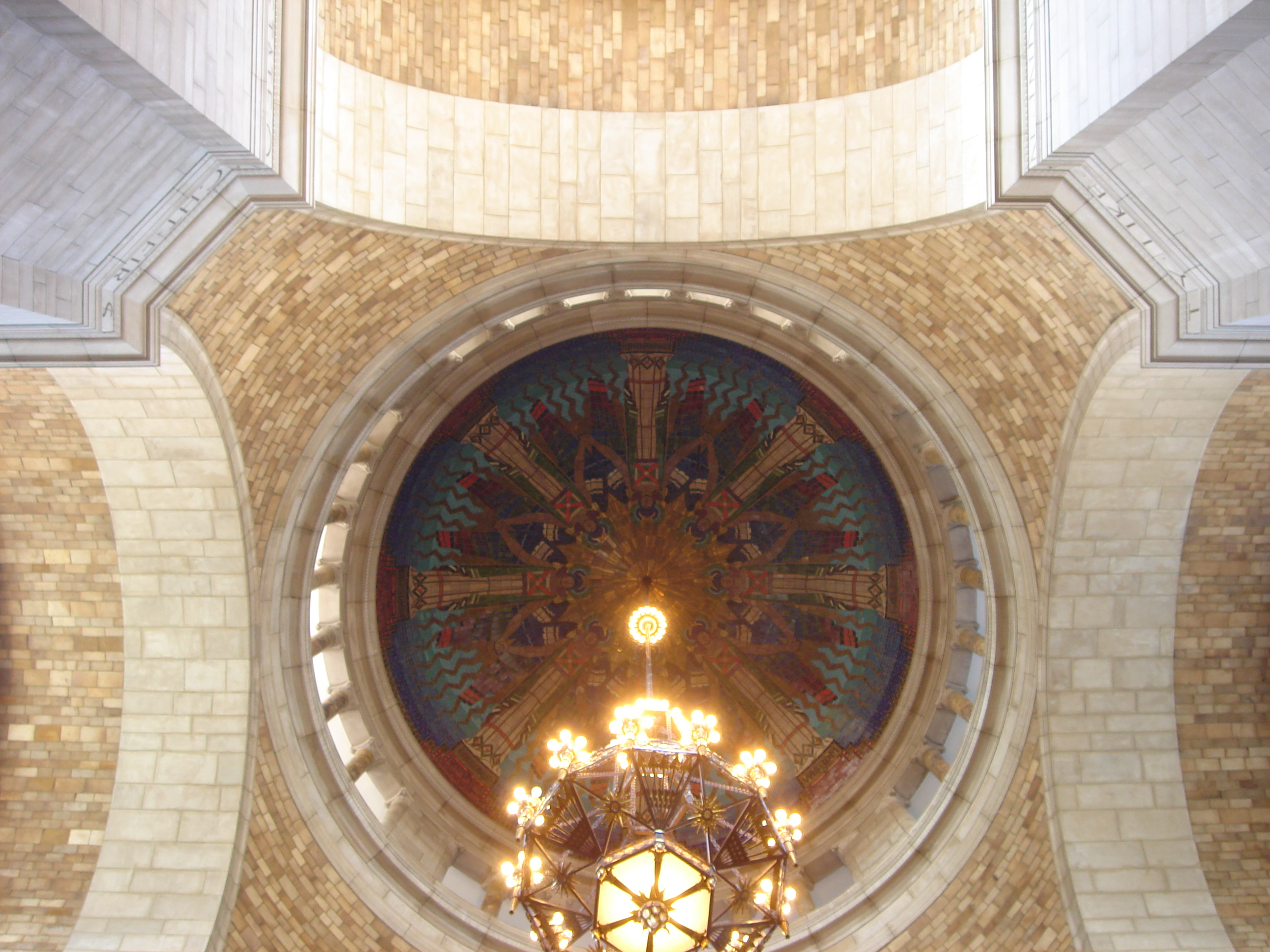
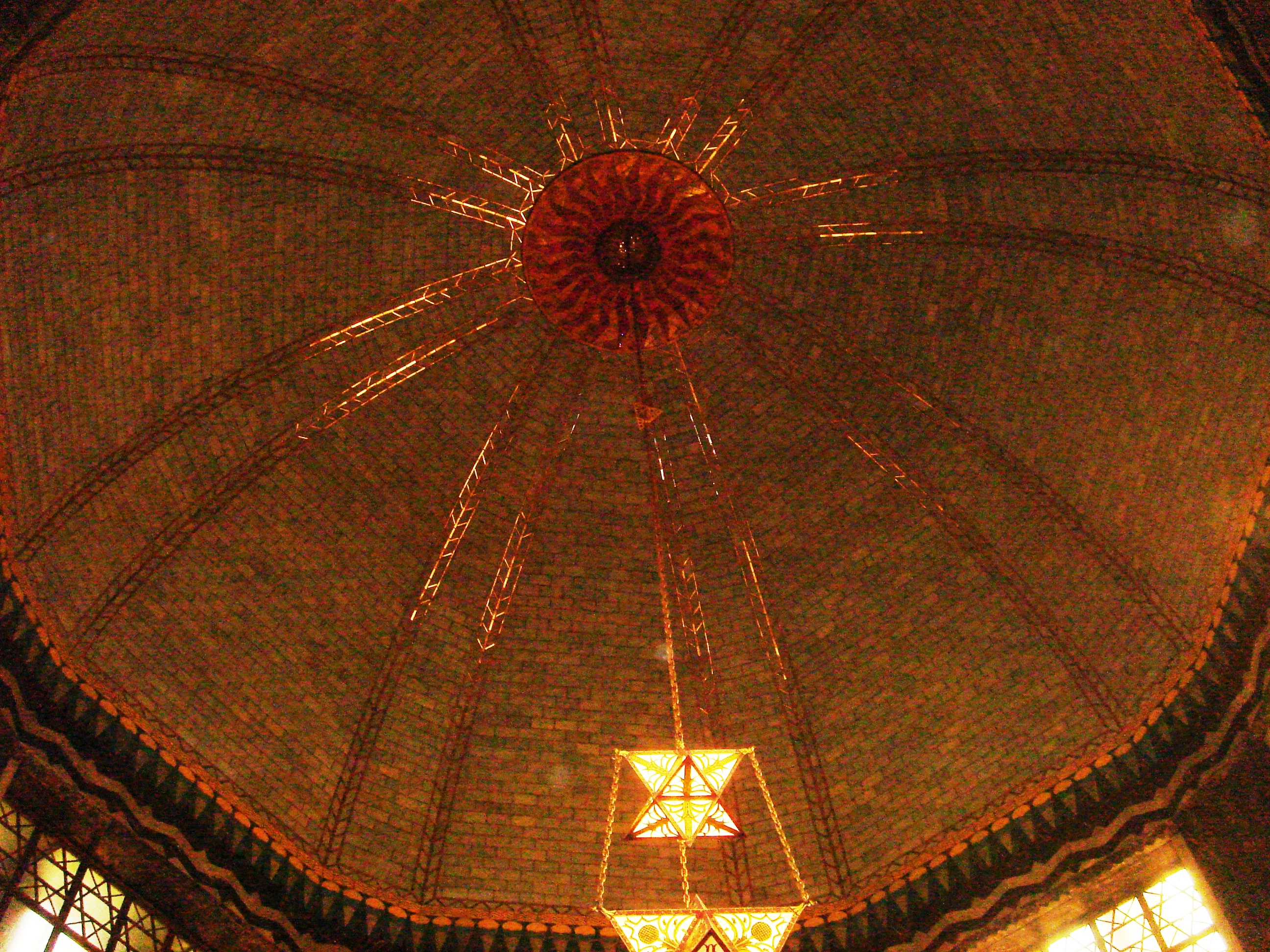
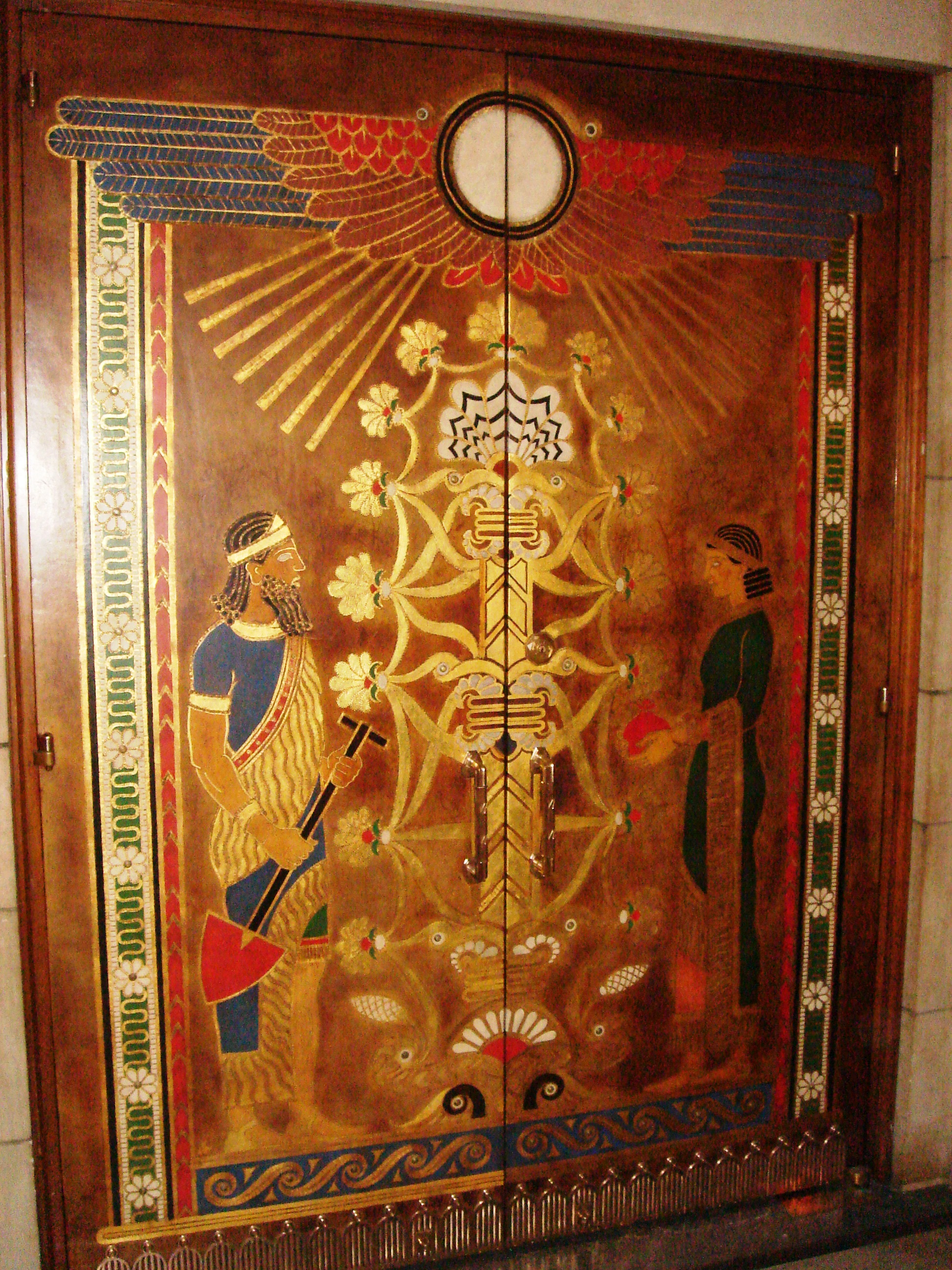
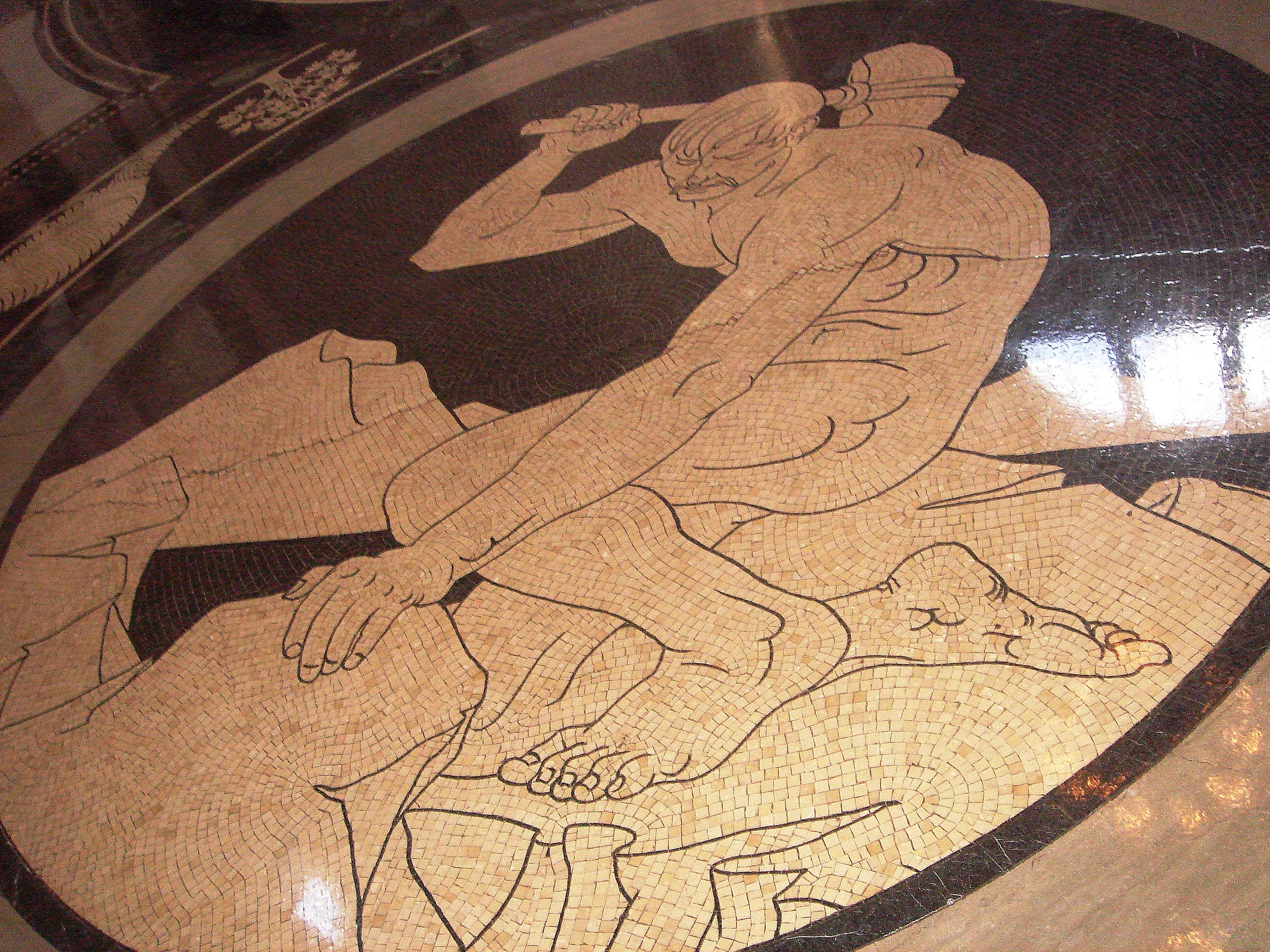
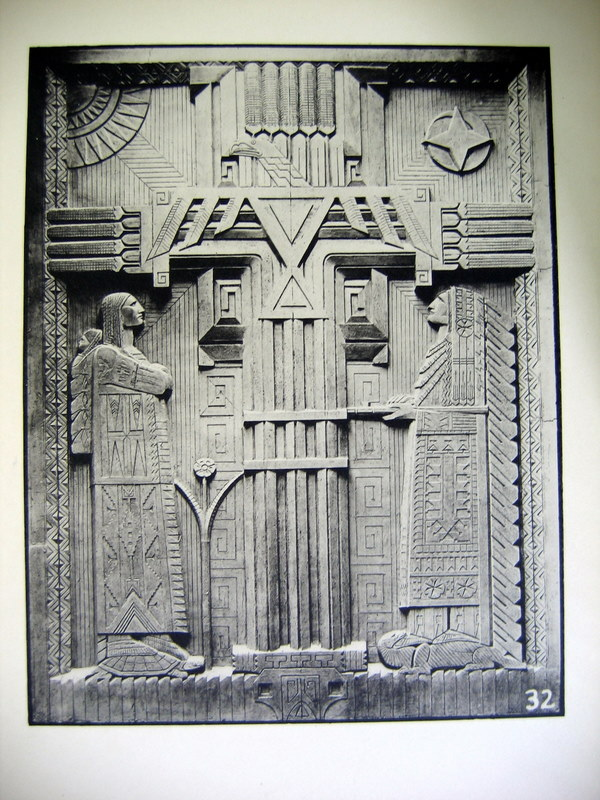